# Snowboard-Europacup 2020/21
Der Snowboard-Europacup 2020/21 war eine von der FIS organisierte Wettkampfserie, die zum Unterbau des Snowboard-Weltcups 2020/21 gehörte. Sie begann am 22. Dezember 2020 in Corvatsch und endete dort am 20. April 2021.

## Männer

### Podestplätze Männer
| Datum             | Austragungsort       | Disz.                 | Sieger              | Zweiter             | Dritter              |
| ----------------- | -------------------- | --------------------- | ------------------- | ------------------- | -------------------- |
| 22. Dezember 2020 | Corvatsch            | Slopestyle            | Emil Zulian         | Nicolas Huber       | Moritz Thönen        |
| 16. Januar 2021   | Simonhöhe            | Parallel-Riesenslalom | Alexander Payer     | Sebastian Kislinger | Michał Nowaczyk      |
| 17. Januar 2021   | Simonhöhe            | Parallel-Riesenslalom | Michał Nowaczyk     | Alexander Payer     | Kim Sang-kyum        |
| 23. Januar 2021   | Davos                | Parallelslalom        | Cody Winters        | Lukas Mathies       | Maurizio Bormolini   |
| 24. Januar 2021   | Davos                | Parallelslalom        | Lukas Mathies       | Arvid Auner         | Arnaud Gaudet        |
| 31. Januar 2021   | Crans-Montana        | Halfpipe              | André Höflich       | Christoph Lechner   | Patrick Burgener     |
| 31. Januar 2021   | Crans-Montana        | Slopestyle            | Nicolas Huber       | Leon Vockensperger  | Jonas Junker         |
| 30. Januar 2021   | Isola 2000           | Snowboardcross        | Merlin Surget       | Léo Le Blé Jaques   | Sebastian Jud        |
| 31. Januar 2021   | Isola 2000           | Snowboardcross        | Quentin Sodogas     | Léo Le Blé Jaques   | Sebastian Jud        |
| 3. Februar 2021   | Isola 2000           | Snowboardcross        | Matteo Menconi      | Bruno Tatarko       | Radek Houser         |
| 6. Februar 2021   | Lenzerheide          | Parallelslalom        | Dominik Burgstaller | Wasyl Kaszeliuk     | Ole-Mikkel Prantl    |
| 7. Februar 2021   | Lenzerheide          | Parallelslalom        | Črt Ikovic          | Gian Casanova       | Masaki Shiba         |
| 8. Februar 2021   | Kopaonik             | Big Air               | Nicolas Huber       | José Antonio Aragón | Matija Milenković    |
| 12. Februar 2021  | Chiesa in Valmalenco | Snowboardcross        | Luca Hämmerle       | Thomas Belingheri   | Julian Lüftner       |
| 13. Februar 2021  | Chiesa in Valmalenco | Snowboardcross        | Julian Lüftner      | Luca Hämmerle       | Tommaso Leoni        |
| 19. Februar 2021  | Davos                | Big Air               | Moritz Boll         | Nicolas Huber       | Jonas Boesiger       |
| 21. Februar 2021  | Götschen             | Slopestyle            | Leon Gütl           | Patrick Hofmann     | Noah Vicktor         |
| 22. Februar 2021  | Götschen             | Big Air               | Gabriel Adams       | Sam Vermaat         | Leon Gütl            |
| 27. Februar 2021  | Moskau               | Big Air               | Nicolas Huber       | Ilia Baskakov       | Martin Lässer        |
| 27. Februar 2021  | Reiteralm            | Snowboardcross        | Michael Perle       | Alvaro Romero       | Matteo Menconi       |
| 28. Februar 2021  | Reiteralm            | Snowboardcross        | Guillaume Herpin    | Niels Conradt       | Matteo Menconi       |
| 27. Februar 2021  | Val di Funes         | Parallel-Riesenslalom | Gabriel Messner     | Fabian Obmann       | Sébastien Beaulieu   |
| 28. Februar 2021  | Val di Funes         | Parallel-Riesenslalom | Aron Juritz         | Fabian Obmann       | Arvid Auner          |
| 4. März 2021      | Flachauwinkl         | Big Air               | Jonas Junker        | Noah Vicktor        | Leon Vockensperger   |
| 5. März 2021      | Götschen             | Big Air               | Ožbe Kuhar          | Jonas Junker        | Sam Vermaat          |
| 6. März 2021      | Montafon             | Snowboardcross        | Guillaume Herpin    | Felix Powondra      | Jakub Zerava         |
| 7. März 2021      | Montafon             | Snowboardcross        | Andreas Kroh        | Guillaume Herpin    | Jakub Zerava         |
| 8. März 2021      | Leysin               | Halfpipe              | Elias Allenspach    | Victor Ivanov       | Jonas Hasler         |
| 11. März 2021     | Leysin               | Slopestyle            | Jonas Junker        | Boris Mouton        | Martin Lässer        |
| 12. März 2021     | Lenk                 | Snowboardcross        | Sebastian Jud       | Éliot Grondin       | Nicola Lubasch       |
| 13. März 2021     | Davos                | Parallel-Riesenslalom | Yaroslav Stepanko   | Rok Marguč          | Alexander Payer      |
| 27. März 2021     | Laax                 | Halfpipe              | David Hablützel     | Jan Scherrer        | Benedikt Bockstaller |
| 20. April 2021    | Corvatsch            | Slopestyle            | Lyon Farrell        | Sean Fitzsimons     | Moritz Boll          |

### Gesamtwertungen Männer
| Rang | Name                | Punkte |
| ---- | ------------------- | ------ |
| 1    | Arvid Auner         | 332    |
| 2    | Gabriel Messner     | 305    |
| 3    | Fabian Obmann       | 270    |
| 4    | Alexander Payer     | 240    |
| 5    | Gian Casanova       | 226    |
| 6    | Aron Juritz         | 220    |
| 7    | Dominik Burgstaller | 217    |
| 8    | Elias Huber         | 208    |
| 9    | Cody Winters        | 194    |
| 10   | Marc Hofer          | 187    |

| Rang | Name              | Punkte |
| ---- | ----------------- | ------ |
| 1    | Guillaume Herpin  | 420    |
| 2    | Matteo Menconi    | 322    |
| 3    | Andreas Kroh      | 301    |
| 4    | Thomas Belingheri | 293    |
| 5    | Sebastian Jud     | 251    |
| 6    | Niels Conradt     | 231    |
| 7    | Marco Dornhofer   | 196    |
| 8    | Felix Powondra    | 188    |
| 9    | Gabriel Zweifel   | 181    |
| 10   | Luca Hämmerle     | 180    |

| Rang | Name                 | Punkte |
| ---- | -------------------- | ------ |
| 1    | Elias Allenspach     | 150    |
| 2    | Jonas Hasler         | 145    |
| 3    | André Höflich        | 126    |
| 4    | Benedikt Bockstaller | 110    |
| 5    | Victor Ivanov        | 109    |
| 6    | David Hablützel      | 100    |
| 7    | Nicolas Schütz       | 82     |
| 8    | Christoph Lechner    | 80     |
| 8    | Jan Scherrer         | 80     |
| 10   | Liam Tourki          | 77     |

| Rang | Name               | Punkte |
| ---- | ------------------ | ------ |
| 1    | Nicolas Huber      | 280    |
| 2    | Moritz Boll        | 270    |
| 3    | Jonas Junker       | 260    |
| 4    | Lyon Farrell       | 200    |
| 5    | Sam Vermaat        | 188    |
| 6    | Leon Gütl          | 184    |
| 7    | Jonas Boesiger     | 172    |
| 8    | Nicola Liviero     | 171    |
| 9    | Gabriel Adams      | 166    |
| 10   | Leon Vockensperger | 166    |

## Frauen

### Podestplätze Frauen
| Datum             | Austragungsort       | Disz.                 | Sieger               | Zweiter                         | Dritter                         |
| ----------------- | -------------------- | --------------------- | -------------------- | ------------------------------- | ------------------------------- |
| 22. Dezember 2020 | Corvatsch            | Slopestyle            | Tess Coady           | Mia Brookes                     | Loranne Smans                   |
| 16. Januar 2021   | Simonhöhe            | Parallel-Riesenslalom | Tsubaki Miki         | Aleksandra Król                 | Sabine Schöffmann               |
| 17. Januar 2021   | Simonhöhe            | Parallel-Riesenslalom | Michelle Dekker      | Megan Farrell                   | Sabine Schöffmann               |
| 23. Januar 2021   | Davos                | Parallelslalom        | Ladina Jenny         | Jessica Keiser                  | Julie Zogg                      |
| 24. Januar 2021   | Davos                | Parallelslalom        | Claudia Riegler      | Julie Zogg                      | Jessica Keiser                  |
| 31. Januar 2021   | Crans-Montana        | Halfpipe              | Elizabeth Hosking    | Berenice Wicki                  | Tessa Maud                      |
| 31. Januar 2021   | Crans-Montana        | Slopestyle            | Evy Poppe            | Mia Brookes                     | Lucie Silvestre                 |
| 30. Januar 2021   | Isola 2000           | Snowboardcross        | Chloé Trespeuch      | Julia Pereira de Sousa Mabileau | Manon Petit-Lenoir              |
| 31. Januar 2021   | Isola 2000           | Snowboardcross        | Chloé Trespeuch      | Manon Petit-Lenoir              | Julia Pereira de Sousa Mabileau |
| 3. Februar 2021   | Isola 2000           | Snowboardcross        | Muriel Jost          | Caterina Carpano                | Margaux Herpin                  |
| 6. Februar 2021   | Lenzerheide          | Parallelslalom        | Annamari Dantscha    | Larissa Gasser                  | Xenia Spörri                    |
| 7. Februar 2021   | Lenzerheide          | Parallelslalom        | Flurina Neva Bätschi | Jennifer Hawkrigg               | Annamari Dantscha               |
| 8. Februar 2021   | Kopaonik             | Big Air               | Maria Hidalgo        | Thalie Larochaix                | Lucie Silvestre                 |
| 12. Februar 2021  | Chiesa in Valmalenco | Snowboardcross        | Margaux Herpin       | Muriel Jost                     | Maeva Estevez Baux              |
| 13. Februar 2021  | Chiesa in Valmalenco | Snowboardcross        | Maeva Estevez Baux   | Anna-Maria Galler               | Caterina Carpano                |
| 19. Februar 2021  | Davos                | Big Air               | Mia Brookes          | Loranne Smans                   | Evy Poppe                       |
| 21. Februar 2021  | Götschen             | Slopestyle            | Livia Tanno          | Ariane Burri                    | Mona Danuser                    |
| 22. Februar 2021  | Götschen             | Big Air               | Ariane Burri         | Lucie Silvestre                 | Livia Tanno                     |
| 27. Februar 2021  | Moskau               | Big Air               | Varvara Romanova     | Mona Danuser                    | Yaroslawa Kudriaszova           |
| 27. Februar 2021  | Reiteralm            | Snowboardcross        | Margaux Herpin       | Maeva Estevez Baux              | Sára Strnadová                  |
| 28. Februar 2021  | Reiteralm            | Snowboardcross        | Margaux Herpin       | Chloé Passerat                  | Aline Albrecht                  |
| 27. Februar 2021  | Val di Funes         | Parallel-Riesenslalom | Lucia Dalmasso       | Megan Farrell                   | Katrina Gerencser               |
| 28. Februar 2021  | Val di Funes         | Parallel-Riesenslalom | Larissa Gasser       | Xenia Spörri                    | Miriam Weis                     |
| 4. März 2021      | Flachauwinkl         | Big Air               | Eveliina Taka        | Thalie Larochaix                | Maisie Hill                     |
| 5. März 2021      | Götschen             | Big Air               | Eveliina Taka        | Lucie Silvestre                 | Heli Bockhorni                  |
| 6. März 2021      | Montafon             | Snowboardcross        | Margaux Herpin       | Caterina Carpano                | Sára Strnadová                  |
| 7. März 2021      | Montafon             | Snowboardcross        | Livia Molodyh        | Chloé Passerat                  | Anna-Maria Galler               |
| 8. März 2021      | Leysin               | Halfpipe              | Elena Schütz         | Isabelle Lötscher               | Kona Ettel                      |
| 11. März 2021     | Leysin               | Slopestyle            | Mia Brookes          | Ariane Burri                    | Bianca Gisler                   |
| 12. März 2021     | Lenk                 | Snowboardcross        | Audrey McManiman     | Livia Molodyh                   | Aline Albrecht                  |
| 13. März 2021     | Davos                | Parallel-Riesenslalom | Ladina Jenny         | Julie Zogg                      | Jessica Keiser                  |
| 27. März 2021     | Laax                 | Halfpipe              | Berenice Wicki       | Isabelle Lötscher               | Elena Schütz                    |
| 18. April 2021    | Corvatsch            | Big Air               | Melissa Peperkamp    | Isabel Derungs                  | Mia Brookes                     |
| 20. April 2021    | Corvatsch            | Slopestyle            | Melissa Peperkamp    | Ariane Burri                    | Bianca Gisler                   |

### Gesamtwertungen Frauen
| Rang | Name              | Punkte |
| ---- | ----------------- | ------ |
| 1    | Larissa Gasser    | 375    |
| 2    | Xenia Spörri      | 349    |
| 3    | Megan Farrell     | 280    |
| 4    | Lucia Dalmasso    | 273    |
| 5    | Ladina Jenny      | 245    |
| 6    | Annamari Dantscha | 244    |
| 7    | Julie Zogg        | 220    |
| 8    | Michelle Dekker   | 219    |
| 9    | Giulia Gaspari    | 217    |
| 10   | Jasmin Coratti    | 211    |

| Rang | Name                     | Punkte |
| ---- | ------------------------ | ------ |
| 1    | Margaux Herpin           | 599    |
| 2    | Maeva Estevez Baux       | 441    |
| 3    | Caterina Carpano         | 412    |
| 4    | Sára Strnadová           | 359    |
| 5    | Muriel Jost              | 346    |
| 6    | Chloé Passerat           | 332    |
| 7    | Anna-Maria Galler        | 325    |
| 8    | Camille Poulat           | 270    |
| 9    | Anna Valentin            | 241    |
| 10   | Lara Kristin Stockreiter | 209    |

| Rang | Name               | Punkte |
| ---- | ------------------ | ------ |
| 1    | Isabelle Lötscher  | 205    |
| 2    | Elena Schütz       | 196    |
| 3    | Berenice Wicki     | 180    |
| 4    | Kona Ettel         | 105    |
| 5    | Elizabeth Hosking  | 100    |
| 6    | Anne Hedrich       | 95     |
| 7    | Andrina Salis      | 86     |
| 8    | Kaja Verdnik       | 77     |
| 9    | Tina Schrott       | 76     |
| 10   | Jacquelina de Jong | 72     |

| Rang | Name              | Punkte |
| ---- | ----------------- | ------ |
| 1    | Melissa Peperkamp | 440    |
| 2    | Ariane Burri      | 340    |
| 3    | Mia Brookes       | 300    |
| 4    | Evy Poppe         | 272    |
| 5    | Bianca Gisler     | 260    |
| 6    | Isabel Derungs    | 240    |
| 7    | Maria Hidalgo     | 229    |
| 8    | Livia Tanno       | 200    |
| 8    | Lucile Lefevre    | 192    |
| 10   | Mona Danuser      | 190    |